# Jama Domica
Jama Domica je kraška jama na jugozahodni meji planote Silicka planina, 10 km jugovzhodno od Plesivca v okrožju Rožnava v Košiškem okraju na južnem Slovaškem. V kombinaciji z jamo Baradla sestavlja najpomembnejši del čezmejnega jamskega omrežja Krasa Aggtelek in Slovaškega Krasa, ki se nadaljuje v narodni park Aggtelek na Madžarskem. Jama je znana po svoji zapleteni strukturi in visoki gostoti kapnikov.
Te obsežne apnenčaste prehode, ki so nastali v srednjem triasu in so bogati s kapniki, je leta 1926 odkril Ján Majko. 1600 m odsek njegove skupne dolžine 5140 m je javno dostopen od leta 1932.
Kot del sistema Jame Aggteleškega krasa in slovaškega krasa je bilo mesto leta 1995 uvrščeno na Unescov seznam svetovne dediščine zaradi raznolikosti jamskih značilnosti, ki jih najdemo v njem, in podatkov o učinkih tropskega in zmernega podnebja na nastanek kraških jam.

## Raziskovanje
Najdišče spada v kompleksno vrsto kraških formacij, ki vključujejo 712 jam, od katerih so bile mnoge med lokalnim prebivalstvom dobro znane že stoletja. Bartholomeides, duhovnik iz Ochtiná, je dokumentiral svoje prve sistematične ekskurzije v jamo Certova diera leta 1801. Njegove zaključke, da so številne tamkajšnje jame preprosto deli večje entitete, je potrdil raziskovalec I. Vass, ki je pregledal jamo Baradla leta 1821. E. Nyari se je lotil arheološkega dela leta 1881 in predlagal povezavo med Certovo diero in jamo Baradla, kot je to storil K. Siegmenth leta 1891. Šele obsežno delo Jana Majka leta 1926 je potrdilo medsebojno povezavo več lokalnih jam in vodilo do odkritje jame Domice 3. oktobra 1926. J. Majko je leta 1926 z njenega dna skozi 15 m globoko brezno prodrl v velike podzemne prostore, kjer je bilo pozneje veliko arheoloških odkritij.

## Opis
Jama Domica leži na Slovaškem krasu in je sestavljena iz svetlega apnenca srednjega triasa. Prehode so oblikovale vode podzemne reke, imenovane Stiks. Okrasje kapnikov je vseprisotno in zelo impresivno, vključno s kaskadami kapniških jezer, različno oblikovanimi kapniškimi templji s kupolami in predvsem netopirjevim gvanom, ki se je razpršil v sintravo skorjo, kar predstavlja edinstvene oblike in teksture površinskega okrasja.
Kraški procesi so v desetinah milijonov let ustvarili raznolike strukture in habitate, ki segajo v pozno kredo. Kasnejša obdobja zmernega, ledeniškega, subtropskega in tropskega podnebja odlično kažejo nastanek krasa v različnih razmerah. Biologi, geologi in paleontologi se soočajo z bogatim naborom različnih pogojev, ki vplivajo na sedimentacijo, evolucijo in fosilizacijo v geološkem časovnem okviru.

### Galerija
- Vhod
- Kapniki
- Apnenčeve kaskade
- Stalaktiti

## Človeška prisotnost
Jaroslav Böhm je vodil izkopavanja v 1930-ih. Človeška prisotnost je bila dokumentirana vse do paleolitika. Jama je bila domnevno priložnostno zatočišče najstarejših neolitskih prebivalcev vzhodne Slovaške. Vendar pa so jamo obiskovali neolitski ljudje kulture Bükk, ki so v jami morda celo izdelovali svojo posebno tankostensko keramiko. Prvotni vhod v jamo Domica je bil blokiran z naplavinami, potem ko so jo Paleo-ljudje zapustili in je jama postala nedostopna.
Na več mestih v jami so odkrili stebre bivalnih objektov in kurišč. O izdelovanju keramike v jami priča več kot 200 rekonstruiranih posod iz črepinj ter terasasto izkopano pobočje v drobnozrnati ilovici na bregu Stiksa z odtisi kamnitih sekir. Železo, šila, puščice, najstarejši glavnik v Evropi, prstan, okrašena valjasta zapestnica in trnek predstavljajo vrhunec neolitske obdelave kosti. Ohranjeni so tudi obeski iz školjk in živalskih zob.